# Travnička tvrđava
Travnička tvrđava ili Stari grad Travnik se nalazi u srednjobosanskom gradu Travniku.
Neki arheolozi i povjesničari smatraju da je ovdje postojalo neolitsko naselje. Stari grad je izgrađen u prvoj polovici 15. stoljeća za vrijeme bosanskog kralja Ostoje ili kralja Tvrtka II. Kotromanića. Nije poznato kako su ga Turci osvojili, ali se zna da su nadograđivali i proširavali tvrđavu. Za vremena Austro-Ugarske tvrđava se naziva Kastel ili Kaštel.
Smatra se jednom od najbolje očuvanih tvrđava u BiH.